# MacOS Big Sur
MacOS Big Sur (versie 11) is de zeventiende editie van macOS, Apples client- en serverbesturingssysteem voor Macintosh-computers.
Big Sur werd aangekondigd tijdens de Worldwide Developers Conference op 22 juni 2020 en kwam op 12 november 2020 beschikbaar als gratis download in de Mac App Store. Het is vernoemd naar de Californische kuststreek Big Sur. Het ontwerp van het besturingssysteem is gebaseerd op dat van iPadOS.
MacOS Big Sur biedt ondersteuning voor processors van Apple zelf, zoals de M1. De chip die in demonstraties werd gebruikt waarop het besturingssysteem draait is de Apple A12Z Bionic, een processor die ook wordt toegepast in de vierde generatie iPad Pro.
De grootste veranderingen aan het besturingssysteem is het vernieuwde grafische uiterlijk, interactieve meldingen en widgets in het berichtgeving-venster. Ook hebben diverse programma's een update gekregen.
MacOS Big Sur werd op 25 oktober 2021 opgevolgd door macOS Monterey.

## Versienummer
Aanvankelijk gebruikte Apple intern het versienummer 10.16 om te verwijzen naar Big Sur. Vanaf bètaversie 3 wordt op alle Macs versie 11.0 gebruikt. Om compatibiliteit met oudere onderdelen te behouden wordt ook versie 10.16 aangegeven naar software en in de browser.
Het is voor het eerst sinds Mac OS 9 dat het hoofdversienummer is aangepast (versie 10.x naar 11).

## Systeemvereisten
De volgende modellen zijn compatibel met macOS Big Sur:
- iMac (eind 2014 of later)
- iMac Pro (alle modellen)
- MacBook (begin 2015 of later)
- MacBook Air (medio 2013 of later)
- MacBook Pro (medio 2013 of later)
- Mac mini (eind 2014 of later)
- Mac Pro (eind 2013 of later)

## Versiegeschiedenis
| Versie  | Build   | Datum             | Opmerkingen                                         |
| ------- | ------- | ----------------- | --------------------------------------------------- |
| 11.0    | 20A2411 |                   | Voorgeïnstalleerd op diverse computers.             |
| 11.0.1  | 20B29   | 12 november 2020  | Eerste officiële versie.                            |
| 11.0.1  | 20B50   | 19 november 2020  | Revisie                                             |
| 11.1    | 20C69   | 14 december 2020  | Diverse verbeteringen en toegevoegde ondersteuning. |
| 11.2    | 20D64   | 1 februari 2021   | Diverse verbeteringen en opgeloste fouten.          |
| 11.2.1  | 20D75   | 15 februari 2021  | Probleem opgelost met het opladen van de batterij.  |
| 11.2.2  | 20D80   | 25 februari 2021  | Probleem opgelost met usb-c-hubs en -docks.         |
| 11.3    | 20E232  | 26 april 2021     | Beveiligingsupdates.                                |
| 11.4    | 20F71   | 24 mei 2021       | Beveiligingsupdate voor malware.                    |
| 11.5    | 20G71   | 21 juli 2021      | Kleine verbeteringen.                               |
| 11.5.2  | 20G95   | 11 augustus 2021  | Opgeloste problemen.                                |
| 11.6    | 20G165  | 13 september 2021 | Beveiligingsupdates                                 |
| 11.7    | 20G817  | 12 september 2022 | Beveiligingsupdates.                                |
| 11.7.10 | 20G1427 | 11 september 2023 | Beveiligingsupdates                                 |

## Problemen
Het installeren van Big Sur verliep voor sommige gebruikers niet vlekkeloos. Er werd melding gedaan van vastgelopen computers, die hierdoor onbruikbaar werden. Specifiek werden MacBook Pro-computers uit 2013 en 2014 genoemd, maar ook meer recente computers bleken deze problemen te vertonen.